# Die Kane-Chroniken
Die Kane-Chroniken (orig. The Kane Chronicles) sind eine Trilogie von Abenteuerromanen des US-amerikanischen Autors Rick Riordan, die auf der ägyptischen Mythologie basieren. Die Reihe spielt im gleichen Universum wie Riordans andere Reihen, Camp Half-Blood Chronicles und Magnus Chase and the Gods of Asgard.
Die Romane werden abwechselnd in der Ich-Perspektive der beiden Hauptfiguren, den Geschwistern Carter und Sadie Kane, erzählt. Die Geschwister sind mächtige Magier, die von den beiden Pharaonen Narmer und Ramses dem Großen abstammen. Sie und ihre Freunde sind gezwungen, sich mit ägyptischen Göttern und Göttinnen auseinanderzusetzen, die noch immer mit der modernen Welt interagieren.

## Ursprung
Der Autor Rick Riordan, ein ehemaliger Sozialkundelehrer an einer Mittelschule, gab an, dass die Idee für die Kane-Chroniken aus seiner Erkenntnis entstand, dass das einzige Thema der antiken Geschichte, das populärer ist als das alte Griechenland, das alte Ägypten ist. Riordan hatte bereits mehrere Bücher der Percy Jackson & the Olympians-Reihe geschrieben und veröffentlicht, die sich mit der Interaktion zwischen der griechischen Mythologie und der modernen Welt befassen. Die Idee, zwei gemischtrassige Geschwister die Bücher erzählen zu lassen, stammte auch aus seiner Erfahrung als Lehrer. Carter und Sadie Kane, die Titelfiguren, wurden von zwei Geschwistern inspiriert, die er unterrichtete, sowie von der multikulturellen Gesellschaft.

## Romanserie
In Abschnitten mit der Überschrift Anmerkungen des Autors am Anfang und am Ende der Bücher der Reihe wird den Lesern erklärt, dass die Geschichte eine Abschrift von Tonbändern ist, die Rick Riordan von Carter und Sadie Kane erhalten hat. Die Geschichte spielt im selben Universum wie die Camp Half-Blood Chronicles und Magnus Chase and the Gods of Asgard, und es werden mehrere Verweise auf die anderen Bücher gemacht. In den drei Hauptromanen gibt es nur zwei Figuren, Drew Tanaka und Lacy, die beide Kinder der Aphrodite aus Camp Half-Blood sind, die zwischen den Romanreihen hin- und herwechseln.

### The Red Pyramid (Die rote Pyramide)
Das erste Buch der Reihe, The Red Pyramid (Die rote Pyramide), wurde am 4. Mai 2010 veröffentlicht. Die Geschichte wird als Transkription einer Aufzeichnung von Sadie und Carter Kane erzählt, die den Aufstieg der ägyptischen Götter in der modernen Welt beschreibt.
Nachdem ihr Vater, ein Ägyptologe, bei einem mysteriösen Unfall in einem Museum verschwunden ist, werden die Geschwister Carter und Sadie Kane von ihrem Onkel Amos aufgenommen und in die lange und stolze Tradition der Magie ihrer Familie eingeführt. Das Duo erfährt, dass sie von den Göttern Horus bzw. Isis als „Wirte“ auserwählt wurden und vom Haus des Lebens, dem Weltverband der ägyptischen Magier, gejagt werden, weil dieser den Magiern verboten hat, dem Weg der Götter zu folgen (was Carter und Sadie gerade tun). Carter und Sadie erfahren, dass der Gott Set plant, den nordamerikanischen Kontinent mit der Macht ihres Vaters zu zerstören, und sie machen sich auf die Suche, um ihn zu retten und dem Haus ihre Unschuld und ihre guten Absichten zu beweisen. Während ihrer Suche erfahren sie, dass eine größere Bedrohung im Anmarsch ist: Apophis.

### The Throne of Fire (Der Feuerthron)
Das zweite Buch der Reihe, The Throne of Fire (Der Feuerthron), wurde am 4. Mai 2011 veröffentlicht. Das Buch spielt etwa drei Monate nach den Ereignissen des ersten Buches, The Red Pyramid (Die rote Pyramide).
Carter und Sadie Kane haben mehrere Schüler rekrutiert, um dem Pfad der Götter zu folgen, sind aber immer noch auf der Flucht vor dem Haus des Lebens. Die jungen Magier planen insgeheim, den lange verschollenen König der Götter, Ra, zu finden, in der Hoffnung, dass er ihnen im Kampf gegen Apophis hilft, einen mächtigen Gott des Chaos (und Ras ewigen Feind), der im selben Jahr (in Die rote Pyramide) Sets Plan durchkreuzt hat. Sie reisen durch die Welt auf der Suche nach drei Schriftrollen, um die drei Aspekte von Ra zu erwecken und seinen Aufenthaltsort zu finden (sowie den Aufenthaltsort eines vermissten Magiers namens Zia Rashid), und schließlich in die Duat, um Ra zu retten und Apophis aus der Welt der Sterblichen zu vertreiben. Sie scheitern dabei.

### The Serpent’s Shadow (Der Schatten der Schlange)
Der dritte und letzte Band, The Serpent’s Shadow (Der Schatten der Schlange), wurde am 1. Mai 2012 veröffentlicht.
Einige Monate nach den Ereignissen des vorigen Buches kämpft das Haus des Lebens mit wiederholten Invasionen durch die Mächte des Chaos, was die Kanes und ihre Lehrlinge dazu veranlasst, verzweifelt nach einem Weg zu suchen, Apophis aufzuhalten. Sie entscheiden sich schließlich für eine schwierige Methode, bei der ein Teil von Apophis’ Seele (die Schlangenscheide) zum Einsatz kommt. So unternehmen sie große Anstrengungen, um sicherzustellen, dass sie die Scheide verwenden können, um Apophis erfolgreich zu besiegen. Mit der Hilfe aller Götter, vor allem von Ra (in Gestalt von Zia Rashid), gelingt es den Geschwistern Kane schließlich, Apophis zu verbannen und ihre Freunde zu retten, auch wenn ihr Handeln die unbeabsichtigte Folge hat, die Götter aus der Welt der Sterblichen zu vertreiben (bis sie sich in einigen hundert Jahren neu formieren und neue Wirte finden können).

## Ergänzende Werke

### Survival Guide (Leitfaden zum Überleben)
The Kane Chronicles: Survival Guide, der Leitfaden zum Überleben, ist ein Begleitbuch zur Serie, das von Mary-Jane Knight geschrieben wurde, die nicht auf dem Titelbild genannt wird. Es enthält Illustrationen der Charaktere der Serie von Antonio Caparo und farbige Diagramme und Karten sowie den Text des Leitfadens, der laut Verlag „den Lesern beibringt, wie man geheime Botschaften verfasst, Hieroglyphen liest und alte Zaubersprüche rezitiert“, und richtet sich an „begeisterte Anhänger und angehende Ägyptologen gleichermaßen“. Das Buch wurde von Disney-Hyperion am 20. März 2012 veröffentlicht, einige Monate vor der Veröffentlichung von The Serpent’s Shadow (Der Schatten der Schlange). Die britische Ausgabe erschien im Oktober desselben Jahres bei Puffin Books.

### Brooklyn House Magician’s Manual
Das Brooklyn House Magician’s Manual ist das Guide Book zu den The Kane Chronicles, das von Rick Riordan geschrieben und am 1. Mai 2018 veröffentlicht wurde. Es enthält weitere Informationen über die verschiedenen Götterpfade, Zaubersprüche und Charaktere aus der Hauptserie sowie Halbgötter und Magier. Erzählt wird es von den Hauptfiguren der ursprünglichen Trilogie, Carter und Sadie Kane. Es enthält auch Ich-Erzählungen von einigen der anderen Figuren und einen Nebenhandlungsstrang, der an Halbgötter und Magier anknüpft und den immer wiederkehrenden Feind der Kanes, den bösen Magier Setne, betrifft.

### Graphic Novels
Am 12. Oktober 2010 wurde eine Graphic Novel veröffentlicht, die auf The Red Pyramid (Die rote Pyramide) basiert und eine gekürzte Version der Abenteuer von Carter und Sadie in der roten Pyramide mit vollfarbigen Zeichnungen enthält. Es wurde von Orpheus Collar adaptiert und illustriert.
Eine Graphic Novel zu The Throne of Fire (Der Feuerthron) erschien am 6. Oktober 2015, die wie die erste Graphic Novel von Orpheus Collar adaptiert und illustriert wurde.
Zu The Serpent’s Shadow (Der Schatten der Schlange) erschien eine Graphic Novel am 3. Oktober 2017, sie wurde wie die beiden vorangegangenen Romane von Orpheus Collar adaptiert und illustriert.

### Demigods & Magicians (Halbgötter & Magier)
Drei Geschichten, die die Charaktere der Camp Half-Blood Chronicles und The Kane Chronicles kombinieren, wobei die ersten beiden ursprünglich als Kurzgeschichten in den Taschenbuchversionen von The Serpent’s Shadow (Der Schatten der Schlange) und The Heroes of Olympus: The Mark of Athena (Helden des Olymp – Das Zeichen der Athene) erschienen sind, wurden schließlich als Geschichten zu einer Miniserie mit dem Titel Demigods & Magicians zusammengefasst.

#### The Son of Sobek (Der Sohn des Sobek)
Die erste Crossover-Geschichte zwischen Percy Jackson und Carter Kane befand sich auf der Rückseite der Taschenbuchausgabe von The Serpent’s Shadow (Der Schatten der Schlange), die am 7. Mai 2013 veröffentlicht wurde, und war ab dem 18. Juni 2013 als E-Single/Hörbuch erhältlich. Sie wurde später als Teil einer Sammlung mit dem Titel Demigods & Magicians veröffentlicht, die 2016 erschien.
Die Geschichte wird in der Ich-Perspektive von Carter Kane erzählt und spielt an der Südküste von Long Island, in der Nähe der Moriches Bay. Carter und Percy Jackson jagen dasselbe riesige magische Krokodil, und Carter wird von Percy gerettet. Obwohl sie einander misstrauen, tun sie sich zusammen, um das Krokodil zu bekämpfen, das sich als Petsuchos entpuppt, ein gewöhnliches Krokodil, das durch einen magischen Zauber mit der Kraft des ägyptischen Krokodilgottes Sobek ausgestattet wurde und nun riesig ist. Gemeinsam entfernen sie den Zauber und halten das Krokodil davon ab, die Vorstadt zu terrorisieren, und gehen dann, nachdem sie sich kurz vorgestellt haben, getrennte Wege. Carter hinterlässt Percy jedoch eine besondere Möglichkeit, mit ihm in Kontakt zu treten.

#### The Staff of Serapis (Der Stab des Serapis)
Die Fortsetzung von The Son of Sobek (Der Sohn von Sobek) mit dem Titel The Staff of Serapis (Der Stab des Serapis) ist eine sechzigseitige Crossover-Geschichte, in der sich Sadie und Annabeth treffen. Die Fortsetzung erschien im April 2014 in der Taschenbuchversion von The Heroes of Olympus: The Mark of Athena (Helden des Olymp – Das Zeichen der Athene) und wurde später im Jahr als E-Book/Hörbuch veröffentlicht, das von Riordan gelesen wurde und eine Vorschau auf The Heroes of Olympus: The Blood of Olympus (Helden des Olymp – Das Blut des Olymp) enthielt. Sie wurde später als Teil einer Sammlung mit dem Titel Demigods & Magicians (Halbgötter & Magier) veröffentlicht, die 2016 erschien.
In dieser Geschichte, die aus der Sicht von Annabeth Chase erzählt wird, verfolgt Annabeth eine seltsame chimärische Kreatur, der sie in der New Yorker U-Bahn begegnet, und wird von Sadie Kane gerettet, als sie angegriffen wird. Sadie erklärt, dass es sich bei der Kreatur um eine Figur handelte, die im Brooklyn House plötzlich zum Leben erwachte und aus dem Haus floh. Die beiden Mädchen schlussfolgern, dass es sich bei der Kreatur um zwei Teile eines dreiteiligen Wesens handelt, den Stab des Serapis, der zu dem hellenisierten ägyptischen Gott dieses Namens gehört. Serapis hat sich in einem verfallenen Leuchtturm in Far Rockaway, Queens, niedergelassen, und Annabeth und Sadie kämpfen mit ihm, bevor sie in ihre getrennten Welten zurückkehren.

#### The Crown of Ptolemy (Die Krone des Ptolemaios)
The Crown of Ptolemy (Die Krone des Ptolemaios) ist das dritte und letzte Buch der Crossover-Serie Percy Jackson & the Olympians (Percy Jackson) und die Olympier und The Kane Chronicles. Es wurde am 31. März 2015 im hinteren Teil der Taschenbuchausgabe von The Heroes of Olympus: The House of Hades (Helden des Olymp – Das Haus des Hades) veröffentlicht, später auch als E-Book und Hörbuch. Die E-Book-Ausgabe erschien am 12. Mai 2015. Später wurde es als Teil einer Sammlung mit dem Titel Demigods & Magicians (Halbgötter & Magier) neu aufgelegt, die 2016 erschien.
Die Geschichte wird aus Percys Sicht erzählt. Percy und Annabeth untersuchen Governors Island in Manhattan, und Percy versucht vergeblich, Carter anzurufen. Setne, der böse Magier, der für die Ereignisse des Crossovers verantwortlich ist, erzeugt einen irren Wirbelsturm, während er versucht, sich selbst zu einem Gott zu machen. Carter und Sadie treffen schließlich ein, und mit Hilfe der Göttin Nekhbet (die Percy für die Dauer des Kampfes als Wirt benutzt) besiegen die vier Teenager Setne und sperren ihn in einer magischen Schneekugel ein. Die Teenager beschließen daraufhin, ihre mythischen Realitäten voneinander zu trennen und in ihre jeweiligen Häuser zurückzukehren, obwohl sie auch beschließen, in Kontakt zu bleiben.

## Verfilmungen
Am 12. September 2020 teilte Rick Riordan auf Twitter mit, dass Netflix die Serie als Trilogie von Spielfilmen entwickelt. Der Twitter-Beitrag wurde inzwischen gelöscht.